# Caraballeda
Caraballeda è una città del Venezuela, situata nello stato di Vargas e nel comune di Vargas, sulla costa del Mare dei Caraibi. Così come le altre città della zona, il 15 dicembre 1999 venne devastata da un'inondazione, ricordata come tragedia di Vargas.